# Ким, Дарья Викторовна
Да́рья Ви́кторовна Ки́м — российская актриса музыкального театра, певица, модель, телеведущая, номинант национальных театральных премий «Золотой софит» (2021) и «Золотая маска» (2022), лауреат многочисленных международных конкурсов и фестивалей.

## Биография
Родилась 19 мая 2003 года в городе Гатчина. Мать — Ирина Владимировна Ким, генеральный директор, основатель и идейный вдохновитель продюсерского центра корпорации «Kim production», генеральный директор детской модельной школы «Maneken», куратор и наставник на курсе «Fashion» в школе «Территория», организатор показов мод MBFW Russia и MSC Fashion Week, входит в общественный совет при губернаторе Санкт-Петербурга, продюсер, отец — Виктор Геннадьевич, бизнесмен, имеет холдинг и модельное агентство, есть брат Юрий.
С 2010 года занимается эстрадным вокалом у педагога, заслуженного работника культуры России Ольги Борисовны Парфеновой. Училась в академии Игоря Крутого в Москве и Петербурге, танцевала в ансамбле спортивного бального танца «Жемчужина», выступая на сценах Санкт-Петербурга с Филиппом Киркоровым, Лаймой Вайкуле, Валерием Леонтьевым, Зарой, Стасом Пьеха, Пелагеей и другими. В 2016-2019 годы училась в детской музыкальной школе имени М. М. Ипполитова-Иванова, окончила с отличием.
В 2014 году поступила в художественную школу, картины за последние несколько лет удостоены многочисленных дипломов и грамот на различных выставках и конкурсах. Увлекается квиллингом, плаваньем, катается на велосипеде и роликах, обожает готовить.
В 2021 году успешно окончила среднюю школу №2, участвовала в олимпиадах по русскому языку, английскому и математике, и поступила в РГИСИ на курс Р.В. Камхена по квалификации «Артист эстрады» и специальности «Актёрское искусство».

## Достижения и творчество
В 2014 году поэт Ольга Виор и композитор Оксана Бражникова написали для Даши авторскую песню «Летать», с которой стала финалистом «Детского Евровидения 2015» и представила песню в Большом концертном зале «Россия» в Москве.
Финалист Национального Отборочного Тура (Россия) «Детское Евровидение — 2015». Финалист телепроекта «Битва Талантов» в Сочи (команда Риты Дакоты) и участница масштабного реалити-шоу на Муз-ТВ «Битва Талантов в Москве» (команда Ани Лорак), «Горячая десятка с Яной Рудковской» на Муз-ТВ. Песни в исполнении Дарьи звучат на «Детском радио FM», «KIDS HITS», «UNIKID», «Сириус», «Голоса планеты».
В апреле 2021 года пробовалась в проект «Большой мюзикл» на канале «Россия-Культура» и в ноябре участвовала в XIV Московском Международном конкурсе артистов музыкального театра (оперетта + мюзикл) «ОпереттаLand-2021».
Лауреат Премии «20 успешных детей Петербурга 2016» в номинации «Вокал», ведущая, «Sochi-Fest 2015»- международный конкурс под руководством Бедроса Киркорова (Лауреат I степени). «Звездные дети-2015» международный музыкальный проект «Звонкоголосая страна» (авторская песня «Летать» вошла в диск 55 хитов современной детской эстрады). Международный конкурс «Твое время - 2015»; Продюсерский центр «Ветер перемен», «Радио Голоса планеты» (Лауреат I степени, в номинации «Лучший исполнитель зарубежного хита и авторской песни»). Победитель 18-го открытого конкурса исполнителей новой детской песни «День Рождения».
В проекте «Песни Победы» Даша представляет новую авторскую песню «Дети против войны», написанную специально к 70-летию Великой Победы. Представила песню в БКЗ «Октябрьский» в Санкт-Петербурге и стала лауреатом I степени на международном конкурсе-фестивале «Волшебная Феерия» в номинации «Военно-патриотический вокал».
Ведущая авторской программы «Fashion menu», ведущая 3 сезона суперпроекта «Топ модель по-детски». Участница проектов от Академии популярной музыки Игоря Крутого в Москве: «Горячая десяточка 2016» (канал Карусель), «Детская Новая волна 2016» (четвертьфинал), «Детская песня года 2016». Вошла в каталог журнала Я пою «Лучшие юные вокалисты России 2015», а также в рубрику «Лицо города». 
Является лицом и моделью огромного количества показов на Неделях Высокой моды: Mercedes-Benz Fashion Week Russia SS (2020), южнокорейский бренд Prankers, Moscow Fashion Week SS (2020), южнокорейский бренд Prankers, Estet Fashion Week SS (2019), Dubai Fashion Show SS (2020), Belarus Fashion Week SS (2019), лицо бренда «Said Shah».
Модель известных российских и европейских журналов: Ossma, Fleur, Malvie, Marika, Holm.
С 2020 года сотрудничает с Санкт-Петербургским государственным театром музыкальной комедии. В 2021 году снялась в клипе с песней «Sun & Moon» их мюзикла «Мисс Сайгон».
В 2022 году выпустила шоу «Чаплин Руж», исполняя там роль примы-вокалистки Лии.
В мае 2023 года состоялся первый сольный концерт Дарьи Ким в Летнем дворце, «объединяющем две культуры: России и Южной Кореи».
В 2023 году сыграла Лию в рок-опере «Икар» Антона Преснова.
В 2024 году вышла в роли королевы Гвиневеры в концертной версии рок-оперы «Камелот. Вызов брошен» и в шоу «Great Show» и в роли Суккуб в мюзикле «Последнее испытание» Полины Нахимовской.

## Роли в театре

### Санкт-Петербургский театр музыкальной комедии
- Мюзикл «Мисс Сайгон» (режиссёр К. Балтус) — Ким (2020)[20]
- Спектакль-концерт «Хиты Бродвея и не только…» (реж. Б. Томаш, А. Сафронов, А. Суханов) — Энн, Жасмин, Эпонина, Ким, Ариэль, Мина (2021)
- Мюзикл «Граф Монте-Кристо» (режиссёр Г.М. Кереньи KERO) — Валентина де Вильфор (2021)
- Мюзикл «Бал вампиров» (режиссёр К. Балтус) — Сара Шагал (2022)[21][22]

### Продюсерский центр «Пентаграмма»
- Рок-опера «Икар» (режиссёр А. Преснов) — Лия (2023)

## Отзывы критиков
Мюзикл «Мисс Сайгон»:
Так, в первый день премьеры главную роль исполнила Алия Агадилова, а во второй в нее перевоплощалась 17-летняя Дарья Ким, полная ровесница, да еще и однофамилица героини. Обе превосходно справились с ролью и в вокальном, и в драматическом планах, хотя и понятно, что профессиональный опыт Алии обеспечивал ей большую уверенность на сцене. Зато в хрупкой Дарье Ким, совсем ребенке, было так много от беспечного и наивного мотылька, стремящегося к призрачному счастью.
Владимир Дудин. В Театре музкомедии прошла премьера мюзикла «Мисс Сайгон» // Санкт-Петербургские ведомости : интернет-газета. — 2020. — 22 декабрь (№ 234 (6832)).
Для Дарьи Ким (удивительная перекличка фамилии исполнительницы и имени героини) участие в «Мисс Сайгон» стало звездным часом. Её Ким запоминается сразу. Нежная, изящная, с будто светящимся изнутри личиком, эта девушка смотрится инопланетным чудом в разгульной атмосфере клуба (а по сути – борделя) «Дримлэнд». Неудивительно, что уставший от войны Крис (Игорь Кроль), человек с погасшей душой, сразу же чувствует, что именно она подарит ему свет и тепло, в которых он так нуждается. Но очень скоро Ким преобразится: хрупкость и очарование останутся при ней, но добавятся мудрость и отчаяние. Она повзрослеет раньше времени, ощутит, что такое быть женщиной, матерью, как пережить горе одиночества и ужас разлуки, который страшнее ужаса войны. Дарья Ким на протяжении спектакля «взрослеет» и вокально, превосходно передавая голосом все перемены и переживания героини.
Алиса Никольская. Мюзикл «Мисс Сайгон» в Санкт-Петербургском театре музыкальной комедии // Городские развлечения : интернет-журнал. — 2021. — 25 январь.
Когда на сцене появляется Ким (Дарья Ким) тебе сразу же хочется придвинуться чуть ближе, потому что пение этой девушки завораживает настолько, что ты невольно хочешь повлиять на судьбу бедной вьетнамской девушки и помочь. Ее тандем с ребенком, которого играет не менее трогательный и обаятельный малыш, пробуждает отдельную гамму чувств – от нежности до глухого крика от несправедливости, которая преследует этих хрупких, раздавленных обстоятельствами и человеческой глупостью персонажей.
Екатерина Новак, Анастасия Карно. Мисс Сайгон. Любовь вопреки? // Из темноты кулис… : интернет-журнал. — 2021. — 25 октябрь.